# Hackintosh

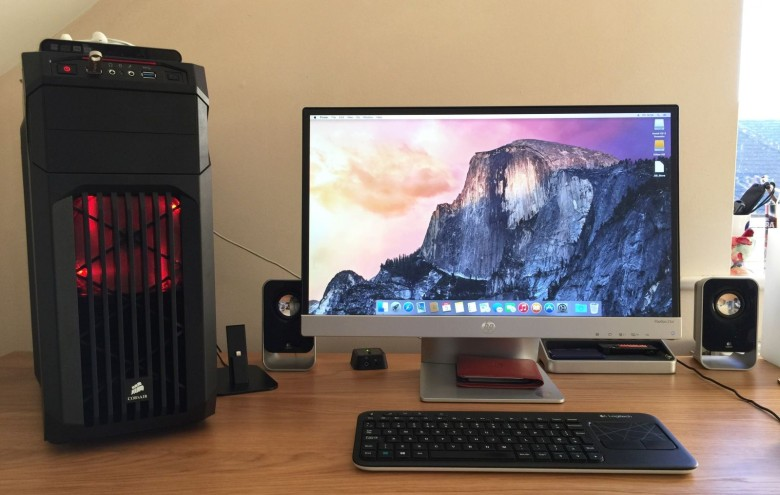
Hackintosh sous MacOS X Yosemite

Un hackintosh, mot-valise provenant de la contraction de "hacking" (bidouillage/piratage) et de "Macintosh" (la marque la plus connue d'Apple), désigne un ordinateur construit à partir de matériel standard sous l'architecture x64 (x86 jusqu'à OS X 10.5 Léopard) non homologué par Apple mais permettant, grâce à quelques modifications du système, d'utiliser macOS comme système d'exploitation principal.
Un hackintosh est illégal puisque les règles d'utilisations de macOS, interdisant l'utilisation de ce système d'exploitation sur un ordinateur non-Apple (sauf pour certains cas de virtualisation).
Toutefois, Apple essaye de freiner le phénomène en ne vendant son OS que sur sa plateforme de vente.

## Avantages et inconvénients
Le principal avantage est de pouvoir construire un ordinateur à partir de pièces dont on choisit les spécifications, alors qu'Apple ne produit qu'un nombre limité de modèles. D'autre part, les fabricants de pièces détachées ont une marge très inférieure à celle d'Apple (environ 20 %), ce qui permet de diminuer fortement le prix d'un hackintosh.
Le principal inconvénient provient du fait qu'on n'utilise pas forcément un matériel standard et donc qu'il faut modifier à la main, ou grâce à un logiciel dédié, les pilotes du système. Rien que cette limitation réduit déjà considérablement le nombre de personnes étant capables de construire un hackintosh, et ce d'autant plus que le problème se pose à chaque mise à  jour du système. En outre, le partage par AirDrop, le Wi-Fi, etc. restent encore très souvent inaccessibles lorsque macOS est installé sur certains ordinateurs.